# جاك ليانغ
جاك ليانغ (بالإنجليزية: Jack Neo)‏ (و. 1956 – م) هو منتج أفلام، ومخرج سينمائي، وكاتب سيناريو، وممثل، من سنغافورة.

## وصلات خارجية
- جاك ليانغ على موقع IMDb (الإنجليزية)
- جاك ليانغ على موقع ألو سيني (الفرنسية)
- جاك ليانغ على موقع ميوزك برينز (الإنجليزية)
- جاك ليانغ على موقع أول موفي (الإنجليزية)
- جاك ليانغ على موقع قاعدة بيانات الفيلم (الإنجليزية)
- جاك ليانغ على موقع كينوبويسك (الروسية)